# 기전
생물학 및 의학에서 기전(mechanism, 메커니즘, 기구, 기계론)은 하나 이상의 효과를 생성하는 인과적으로 상호 작용하는 부분과 과정의 시스템이다.

## 같이 보기
- 아서 가이튼